# Abies chensiensis
Abies chensiensis е вид ела от семейство Борови (Pinaceae). Видът е незастрашен от изчезване.

## Разпространение
Разпространен е в Китай и Индия.